# Ugandatrichia roudra
Ugandatrichia roudra är en nattsländeart som först beskrevs av Schmid 1960.  Ugandatrichia roudra ingår i släktet Ugandatrichia och familjen smånattsländor. Inga underarter finns listade i Catalogue of Life.